# Gryllotalpa hirsuta
Gryllotalpa hirsuta är en insektsart som beskrevs av Hermann Burmeister 1838. Gryllotalpa hirsuta ingår i släktet Gryllotalpa och familjen mullvadssyrsor. Inga underarter finns listade i Catalogue of Life.